# Ciudad Guayana
Ciudad Guayana è l'unica città pianificata del Venezuela, e si trova alla confluenza dei due grandi fiumi Orinoco e Caronì.
Ciudad Guayana viene considerata la "porta settentrionale" dell'Amazzonia, che inizia immediatamente a sud dell'area metropolitana.

## Storia
Fu creata nel 1961 unificando le due antiche cittadine di San Felix e Puerto Ordaz sul modello di Brasilia, la capitale del Brasile.

## Società

### Evoluzione demografica
Attualmente conta 1.080.000 abitanti ed ha un'area metropolitana con 1.999.850 persone.

## Economia
La città è un'importante località industriale ed è stata creata in funzione del suo centro siderurgico (il maggiore del Venezuela), fatto dall'italiana Italsider negli anni sessanta.

## Infrastrutture e trasporti

### Ferrovie
Ciudad Guayana è stata pianificata anche come capolinea della costruenda ferrovia Maracaibo-Caracas-Ciudad Guayana, principale asse ferroviario del Venezuela.